# المسجد الكبير (ديار بكر)
المسجد الكبير (ديار بكر) (بالتركية: Diyarbakır Ulu Camii)‏ أيضا (بالتركية: Cami-i Kebîr)‏ سابقا كنيسة القديس توماس المسيحية، واحدة من أقدم الكنائس في التأريخ. اعتبر المسجد الموقع الأقدس الخامس في الإسلام. وهو مسجد كبير يتسع لحوالي 5,000 مصلٍّ وهو مشهور باستضافة أربعة تقاليد إسلامية مختلفة.

## تاريخ المسجد

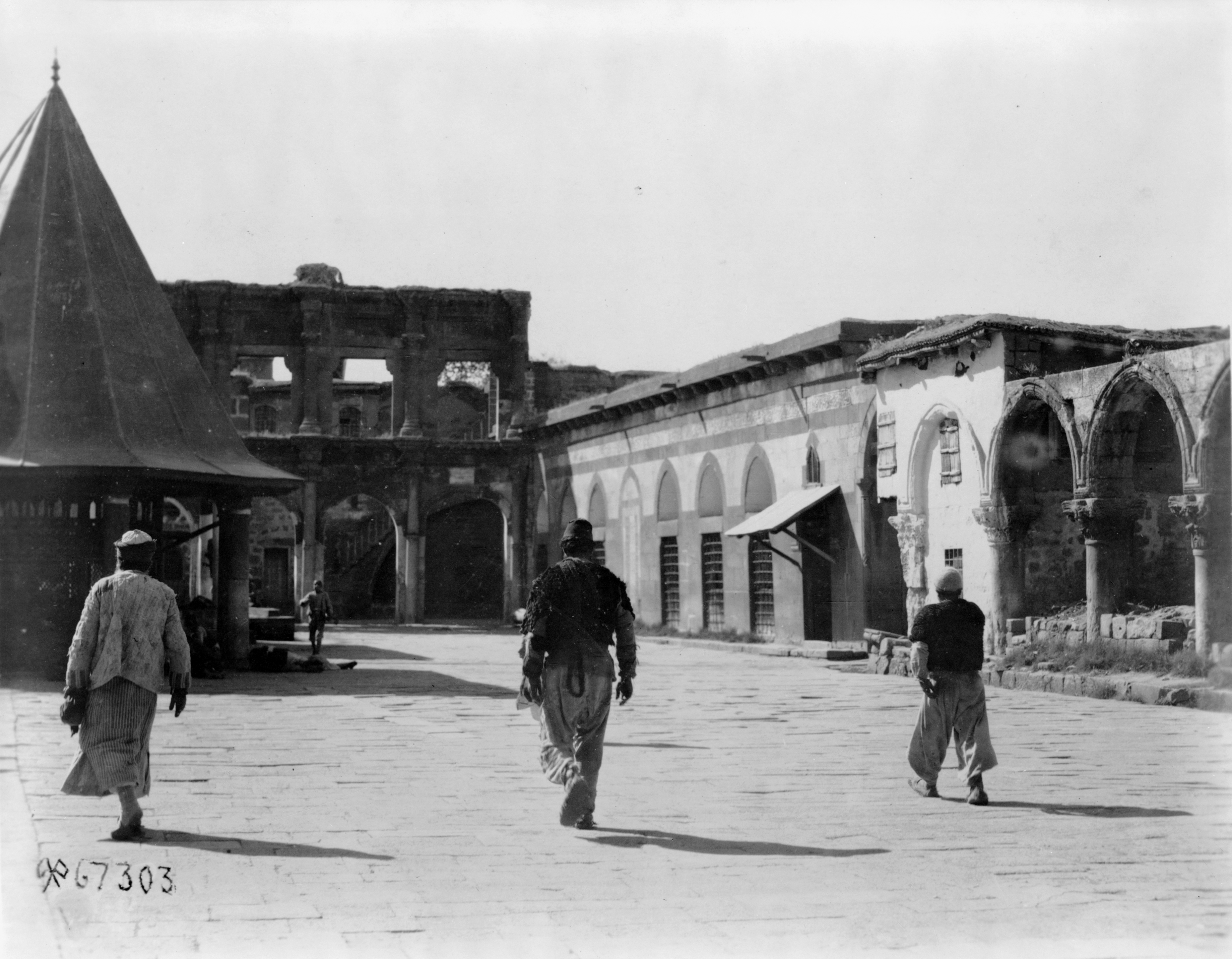
(المسجد الكبير) 15 أيلول 1919

المسجد كما هو معروف اليوم بُني في عام 1091 ميلادية من قبل الحاكم السلجوقي جلال الدولة ملك شاه. تأثر تصميمه بالجامع الأموي في دمشق، واستعملت في بنائه صخور البازلت المحلية السوداء. تضرر المسجد ضررًا شاملًا بحريق في عام 1155 ميلادية.
وهو أحد أقدم وأهم المساجد في بلاد ما بين النهرين. بعد الفتح الإسلامي لديار بكر في عام 639، بٌني هذا المسجد، وفي وقت لاحق هُجر المسجد وتعرض للتخريب ولم يعد يستعمل. وحتى بعد تحويل الكنيسة إلى المسجد، كان المسجد مستعملا من قبل المسلمين والمسيحيين. في عام 1091 ميلادية أوعز الحاكم السلجوقي السلطان جلال للمحلية بإعادة بناء المسجد في الموقع نفسه. اكتمل في عام 1092 ميلادية، والمسجد يشبه إلى حد كبير المسجد الأموي في دمشق (الذي أعيد ترميمه من قبل الحاكم السلجوقي في القرن الثاني عشر قبل العمل في ديار بكر). جلب تأثير مسجد دمشق هندسة معمارية وزينة سورية إلى الأناضول. زُينت بوابة المسجد بمنحوتة لأسدين يهاجمان ثورين. يتكون المسجد من قاعة صلاة، السقف العالي للقاعة المركزية مصنوع من جملونات الخشب،